# Manchester, Michigan
Manchester är en by i Washtenaw County i den amerikanska delstaten Michigan med en yta av 4,9 km² och en folkmängd som uppgår till 2 160 invånare (2000).